# Ginette Neveu
Ginette Neveu (París, 11 d'agost de 1919 - Açores, 28 d'octubre de 1949) fou una violinista francesa.

## Biografia
Nena prodigi, Ginette Neveu va debutar a la sala Gaveau de París als set anys i mig, amb el Concert per a violí de Max Bruch. Va treballar amb Line Talluel i va continuar al Conservatori de París amb Jules Boucherit on, al cap de pocs mesos, el 1931, va obtenir el primer premi. Va seguir els estudis amb George Enescu i va obtenir nombrosos premis; el 1935, després d'aconseguir la primera plaça al Concurs Internacional de Henryk Wieniawski a Varsòvia davant de David Oïstrakh, va tenir un gran èxit.
Durant els anys de la guerra, va aprofundir en el seu coneixement de l'instrument i del repertori.
Herbert von Karajan li va permetre d'enregistrar grans interpretacions del Concert per a violí de Brahms, el Concert per a violí de Sibelius, el Tzigane de Ravel, el Poème op. 25 de Chausson, etc.
El 28 d'octubre de 1949 va morir en un accident d'avió quan el vol París - Nova York en el qual viatjava es va estavellar a les Açores. Alhora van desaparèixer, entre altres passatgers, el seu germà —el pianista Jean Neveu— i el campió de boxa Marcel Cerdan, aleshores company sentimental de la cantant Édith Piaf. Neveu està enterrada al Cementiri del Père-Lachaise de París.